# Băng chuyền giỏ hàng

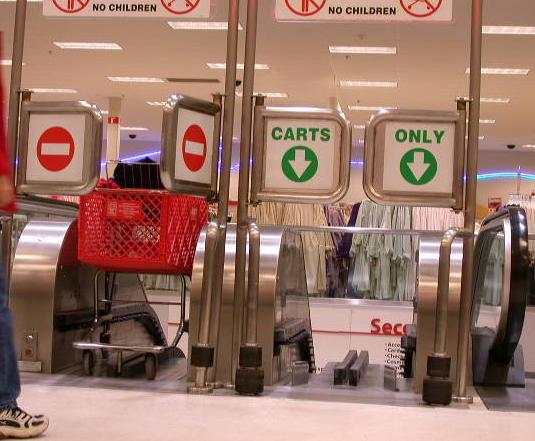
Một băng chuyền giỏ hàng trong Target tại Pheasant Lane Mall ở Nashua, New Hampshire

Băng chuyền giỏ hàng là một thiết bị được sử dụng trong các cửa hàng bán lẻ đa cấp để di chuyển các giỏ hàng song song và liền kề với thang cuốn. Người mua hàng có thể tải giỏ hàng của họ lên băng chuyền, bước lên thang cuốn, đi thang cuốn với xe đẩy bên cạnh và thu thập giỏ hàng với hàng hóa chứa ở tầng tiếp theo.
Mặc dù lối đi di chuyển nghiêng có thể được sử dụng trong các cửa hàng bán lẻ nhiều tầng để vận chuyển giỏ hàng giữa các tầng, nhưng chúng có liên quan đến các mối nguy hiểm an toàn (như, với xe đẩy trẻ em)  và chiếm khoảng hai lần diện tích sàn như hệ thống băng tải giỏ hàng riêng biệt, bởi vì lối đi di chuyển không thể được cài đặt ở độ nghiêng lớn hơn 12 độ, trong khi băng tải giỏ hàng có thể hoạt động ở độ nghiêng lên đến 35 độ. Chỉ có giỏ hàng được thiết kế đặc biệt mới có thể được vận chuyển bằng băng tải giỏ hàng.

## Nguyên lý hoạt động
Khi người dùng muốn vận hành thiết bị, họ sẽ đẩy giỏ hàng qua cửa an toàn của thiết bị. Đường dẫn trong sàn sau đó hướng bánh xe của giỏ hàng vào vị trí thích hợp. Sau đó, thiết bị sẽ cảm nhận được sự hiện diện của giỏ hàng và kéo nó lên tầng cửa hàng tiếp theo. Các thiết bị thường có một số loại hệ thống, chẳng hạn như bản lề một chiều  hoặc cảm biến, để ngăn mọi người đi vào thiết bị.
Băng chuyền giỏ hàng hoạt động ở tốc độ không lớn hơn thang cuốn liền kề của nó cho người. Điều này cho phép khách hàng có thời gian tải giỏ hàng của họ lên thiết bị, đi thang cuốn và lấy xe đẩy ở cấp độ tiếp theo.
Thiết bị chỉ có thể được vận hành với các giỏ mua hàng tương thích, có các tính năng cơ học để cho phép chúng được đưa vào và di chuyển bằng băng chuyền. Trong quá trình vận chuyển, giỏ hàng vẫn duy trì mức độ để ngăn chặn hàng hóa rơi ra khỏi giỏ hàng.

## Quy định
Băng tải giỏ hàng được quy định theo Tiêu chuẩn an toàn ANSI B20.1 cho băng chuyền và thiết bị liên quan ở Hoa Kỳ  và theo chỉ thị 98/37 / EG tại Liên minh châu Âu.

## Nhà sản xuất
- Hệ thống " Vermaport SC", Vermaport Ltd, Chilwell, Nottingham, Vương quốc Anh thuộc Tập đoàn Morrisvermaport mua lại Darrott / Vermaport vào năm 2013 [6]
- Hệ thống "Cartveyor", Pflow Industries, Inc., Milwaukee, Wisconsin, USA [2]